# 단카이 세대
단카이 세대(일본어: 団塊の世代 단카이노세다이[*])는 일본에서 제2차 세계 대전 이후 1947년부터 1949년 사이에 베이비붐으로 태어난 세대를 말한다. 한자를 한국식으로 읽어 단괴 세대(團塊世代)라고도 한다. 단괴란 퇴적암 속에서 어떤 특정 성분이 농축·응집되어 주위보다 단단하여진 덩어리를 뜻한다.

## 설명

### 단카이 세대의 구분
경제기획청 장관을 지낸 경제평론가 사카이야 다이치((일본어) 堺屋太一)가 1976년에 펴낸 《단카이의 세대》((일본어) 団塊の世代)라는 소설 제목에서 유래한다. 사카이야는 《단카이의 세대》에서 단카이 세대를 전기 단카이(프레 단카이: 1943년~1946년), 단카이, 후기 단카이(포스트 단카이: 1950년~1953년)로 구분하고 단카이 기간에 출생한 세대를 제1차 베이비붐에 따른 세대로 구분했다.

### 단카이 세대의 특징

#### 단카이 세대의 비율
2000년 일본국세조사를 토대로 보면 인구수는 단카이 세대 직전보다 20%, 직후보다도 26%가 많은 약680만 명이다. 그 중 일을 하고 있는 사람은 521만 명 정도이다.

### 단카이 세대의 문화
단카이 세대와 관계가 밀접한 키워드는 수험 전쟁, 경쟁, 학생운동, 청바지, 뉴뮤직, 뉴패밀리 등으로, 이문화(異文化)와 다른 가치관이 그 시대에 외국으로부터 도입되었다. 그들은 콜라, 햄버거와 같은 미국 문화의 상징들을 적극 수용하였고 대중 소비 세대의 주역이었으며 물질적으로 풍요로운 시대를 보냈다. 그 때까지 일본 남성들에게 찾아 볼 수 없었던 패션에 대한 관심과 그룹사운드(GS), 포크 송, 장발이 단카이 세대의 상징이었다.

### 단카이 세대의 청년기
단카이는 인구 규모가 급격하게 팽창된 세대이기 때문에 진학·취업·결혼·주택 문제 등에 있어서 심각한 경쟁 상황을 겪었지만, 자기들끼리 잘 뭉치는 특징과 풍부한 노동력으로 일본의 경제 고도 성장에 크게 기여했다. 그러나 이들은 일본의 혼란기를 대변한다. 이들은 일본 경제의 고도 성장과 함께 성장했지만 주도자도 못 되었고, 1970년대 후반 이후 경제적 풍요의 혜택은 한 세대 아래인 “신인류”((일본어) 新人類 신진루이[*]) 세대에게 내주어야 했다. 1960년대 고도 성장기에 이들은 청소년기를 보내면서 1960년 미일안전보장조약의 개정에 반대하는 이른바 “안보투쟁”을 비롯해 이후 10여년간 학생운동으로 사회 혼란기의 중심에 있었다. 1970년대에 들어서면서 학생운동이 시들해짐과 동시에 대부분의 학생들은 취업을 앞두고 현실을 직시해야 하였고 생활을 위해 이념과 현실 중 양자택일을 해야했다. 그 결과 전후의 획일적인 인재양성과 사회가 발전되어 가는 일본사회를 인정하고 기업에 취업을 하게 되어 일본 사회 속에 편입 되었으나, 일본의 미래에 대하여 열띤 토론을 벌이던 그들의 정열과 의욕은 그대로 경제발전의 원동력이 되었다.

## 현재의 문제 (2007년 문제)
단카이 세대의 정년 퇴직(60세)이 “2007년 문제”로 불거지기 시작한 분야는 컴퓨터 업계였다. 용기의 시스템 개발 및 보수를 해 온 단카이 세대의 베테랑 기술자가 2007년부터 대거 정년퇴직을 함으로써 시스템의 유지관리에 지장을 초래할 것이라는 위기감이 팽배해 졌기 때문이다. 2007년 문제는 기술전승 문제와 단카이 세대를 포함한 2007년~2011년 5년 동안 퇴직자에게 지불해야하는 퇴직금(약 50조 엔)으로 인한 경영압박과 2007년~2009년에 발생하는 고용자 감소(약 105만 명)이다. 단카이 세대의 대거 정년퇴직은 기업에 대한 직접적인 영향 뿐 아니라 연금, 개호보험(간병보험) 등에 주는 영향도 크고 퇴직 후의 생활 스타일에 따라 예금의 붕괴로 개인 저축이 감소하여 소비 뿐 아니라 금융시장에도 영향을 끼칠 수 있다는 우려도 나오고 있다. 이에 대한 대책으로 첫째 퇴직자의 재고용 또는 정년연장, 둘째 기술연수요원 양성으로 젊은 기술자에게 기술을 전승하는 의미에서 연수지도원으로 퇴직자 기용, 셋째 신규사원 채용으로 일손 부족을 보충, 넷째 법률로 정년의 나이를 올리거나 기업에 의무적으로 재고용제도를 마련하여야 한다는 분석이다. 또한 단카이 세대의 퇴직금과 자유로워진 시간을 겨냥한 여러 가지 새로운 비즈니스가 생겼다. 여행, 이주, 주택 리모델링 등이 그 예인데 경제효과는 15조 엔 정도이다.

## 같이 보기
- 시라케 세대